# Штекерний канелон
Штекерний канелон — високотехнологічне вудилище, широко використовуються для спортивного рибальства у Європі. Вони виготовляються з різної якості і типів фіброкарбону, що відбивається на ціні, котра коливається від €35 до €5,000.
Охоплюючи діапазон довжин від 7 до 22 метрів, канелони дозволяють надзвичайно точне позиціонування наживки, що в свою чергу суттєво збільшує вилов при надійно контрольованому виважуванні. Вилов коропу на спортполігонах Європи часто сягає 90 кг за 5 годин, в більшості становленого коропоподібними у ваговому інтервалі від 250 г до 4.5 кг.